# Свети Николай Калократов
„Свети Николай Калократов“ (на гръцки: Άγιος Νικόλαος του Αρχοντος Καλοκρατά, Λαμαρινάς, Αμολεύτου) е средновековна православна църква в южномакедонския град Бер (Верия), Егейска Македония, Гърция. Храмът е част от енория „Сретение Господне“.

## История
Храмът е построен в XIV век. Според запазения ктиторски надпис в 1566 година при митрополит Теофан Малакис архонтът Комнинос Калократас го обновява и изписва изцяло и църквата получава вида на трикорабна базилика с дървен покрив. В протезиса са запазени малко стенописи от XIV век, а основната живопис е от периода на обновяването на храма в 1566 година.
Името Αμόλευτος, тоест Незаразен, храмът дължи на това, че единствено неговата махала остава незасегната от върлуваща в Бер епидемия.
- Стенописи в църквата
- От апсидата, XIV век
- От арка, 1566 г.
- От арка, 1566 г.
- От наосна стена, 1566 г.
- Ктиторският надпис с името на Теофан Малакис и дата 16 октомвр 1566 г.
- Стенописи в апсидата, XIV век